# Tricholeon relictus
Tricholeon relictus là một loài côn trùng trong họ Myrmeleontidae thuộc bộ Neuroptera. Loài này được Hölzel & Monserrat miêu tả năm 2002.